# Imperial (California)
Imperial es una ciudad en el condado de Imperial, California. En el año censo del 2006 la ciudad tenía una población de 11.754 habitantes. Es parte del área estadística de la ciudad El Centro, California. En Imperial se efectúa anualmente en el mes de febrero la “Feria de Medio Invierno” recibiendo más de 100.000 visitantes locales y de la vecina ciudad de Mexicali, Baja California, México. La ciudad tiene numerosos residentes temporales de los llamados “Snowbirds” en los meses invernales.

## Geografía
Imperial está localizada 32°50′33″N 115°34′19″O / 32.84250, -115.57194 (32.842630, -115.571841).
El área de la ciudad es 10.1 ;km²